# 少女革命
『少女革命』（しょうじょかくめい）は、一水社から発行されていた漫画雑誌。1998年11月号から2004年11月号まで刊行された。

## 概要
少女の視点から見た、セックスを当然のものとして描いた恋愛漫画（いわゆるティーンズラブ漫画）が収められた雑誌だった。

## 歴史
もともとは1998年春に、一水社の関連会社である光彩書房から出版されたアンソロジー単行本のタイトルであり、ボーイズラブ漫画家による少女漫画（性的表現あり）の作品集だった。
その後、ほぼ同じ内容で季刊誌として創刊され、1999年2月号から隔月刊化された。
2000年から2001年にかけて水城かなると雪村理子の二枚看板が確立し、全盛期を迎える。
同種の少女漫画雑誌の主流形態が「A5判・平綴じ」に移行し始めると、それらに対抗すべく、2002年1月号から月刊化された。しかし、内容には再録が目立ち、1年足らずで再度隔月刊誌化された。
2004年1月号からは、雑誌転換以来続けてきた「A4判変形・中綴じ」から「A5判・平綴じ」にリニューアル、それに伴いページ数も増加した。
2004年11月号をもって廃刊。